# 文賢里 (堡里)
文賢里，是台灣南部自明鄭時期至日治初期的一個行政區劃，其範圍即今高雄市的茄萣區全部、湖內區西部，以及台南市的仁德區西南部。
文賢里北邊為永寧里、仁和里，東邊為仁德南里、依仁里，東南邊為長治二圖里，南邊為維新里、仁壽上里。

## 管轄街庄
文賢里共轄7個庄：
- 今仁德區境內：車路墘庄、三甲仔庄、大甲庄
- 今湖內、茄萣區境內：海埔庄、圍仔內庄、頂茄萣庄、崎漏庄